# Страйкерт, Рон
Рон Стра́йкерт (англ. Ron Strykert, полное имя Ро́нальд Грэм Стра́йкерт (англ. Ronald Graham Strykert); род. 18 августа 1957 года, Корумбурра, Виктория, Австралия) — австралийский музыкант, гитарист, вокалист, автор песен, один из основателей и бывший участник группы Men at Work.

## Карьера вMen at Work
В 1978 году Страйкерт вместе с Колином Хэем основал группу Men at Work в виде акустического дуэта. Они регулярно выступали в отеле «Крикетерз армз» (Cricketer's Arms) в Ричмонде, пригороде Мельбурна, штат Виктория. С 1979 по 1985 г. Страйкерт входил в состав этой группы в качестве гитариста, вокалиста и бас-гитариста. Он участвовал в записи всех трёх студийных альбомов Men at Work. Является автором или соавтором многих из их песен, в том числе Down Under, которая появляется в их первом альбоме Business as Usual. Как вокалист он исполняет одну из своих собственных песен Settle Down My Boy во втором альбоме группы Cargo.
В 1979 году он играл на бас-гитаре в самых ранних записях группы — в сценическом мюзикле под названием Riff Raff. Когда в 1980-м к Men at Work присоединился басист Джон Риз, Страйкерт взялся за соло-гитару. Он разработал уникальный парящий стиль игры, который добавил большое количество энергии в их песни. Его авторский стиль перешёл от длинных непрерывных нот к быстрому звучанию в стиле стаккато с ведущей гитарой, которое имело некоторое сходство с техникой баса. Страйкерт часто выступал в дуэте с гитаристом Хэем, разбавляя его сильный бэк-вокал, вплетал звуки своей гитары в стилистическую игру Грега Хэма на клавишных, саксофоне, кларнете и флейте.
Как член и один из основателей группы Страйкерт был обеспокоен, когда их коллектив покинули Джерри Спайсер и Джон Риз. Во время записи альбома Two Hearts в 1985 году он также решил выйти из группы.

## Сочинения
Страйкерт является автором или и соавтором тринадцати песен для Men at Work:
| Название                            | Авторы                                              | Сингл, альбом                                                                                          |
| ----------------------------------- | --------------------------------------------------- | --- |
| Keypunch Operator                   | К. Хэй и Р. Страйкерт                               | Ранний сингл                                                                                           |
| Down Under                          | К. Хэй и Р. Страйкерт                               | Сторона B раннего сингла, сторона A сингла и альбома "Business as Usual"                               |
| Anyone For Tennis                   | К. Хэй, Р. Страйкерт, Г. Хэм, Дж. Спайсер и Дж. Риз | Сторона B сингла "Who Can It Be Now?"                                                                  |
| Crazy                               | Р. Страйкерт                                        | Сторона B сингла "Down Under"                                                                          |
| People Just Love to Play with Words | Р. Страйкерт                                        | "Business as Usual"                                                                                    |
| Touching the Untouchables           | К. Хэй, Р. Страйкерт                                | "Business as Usual"                                                                                    |
| Down by the Sea                     | К. Хэй, Г. Хэм, Р. Страйкерт, Дж. Спайсер           | "Business as Usual"                                                                                    |
| Settle Down My Boy                  | Р. Страйкерт                                        | "Cargo"                                                                                                |
| Upstairs in My House                | К. Хэй, Р. Страйкерт                                | Сторона B альбомов "Dr. Heckyl & Mr. Jive" и "Cargo"                                                   |
| I Like To                           | Р. Страйкерт                                        | Альбом "Cargo". Концертная запись этой песни представлена на стороне B альбома "Dr. Heckyl & Mr. Jive" |
| Shintaro                            | Р. Страйкерт                                        | Сторона B сингла "It's a Mistake"                                                                      |
| Till the Money Runs Out             | К. Хэй, Р. Страйкерт, Г. Хэм, Дж. Спайсер и Дж. Риз | Сторона B сингла "Overkill"                                                                            |
| Sail to You                         | К. Хэй, Р. Страйкерт и Г. Хэм                       | "Two Hearts"                                                                                           |

Страйкерт принял участие в 13 синглах, выпущенных Men at Work, девять из которых попали в чарты. Он также участвовал в трёх изданных альбомах, все три попали в чарты.

## Награды
Страйкерт в составе Men at Work получил следующие награды:
- Американская премия «Грэмми» в номинации «лучший новый артист» (1983);
- Канадская премия «Джуно» в номинации "International LP of the Year" за альбом "Business as usual" (1983).

За композицию Down Under К. Хэй и Р. Страйкерт получили следующие австралийские награды APRA Awards:
- Специальная награда (Special Award) (1985);
- № 4 топ-листа 30 австралийских песен по версии APRA (APRA Top 30 Australian songs).

## Сольная карьера
В 2003 году Страйкерт выпустил на CD дебютный сольный альбом под названием Paradise. Он был издан независимым лейблом Le Coq Musique и содержал следующие треки, созданные и спродюсированные Страйкертом: In The Air, Heartbeat, Do I Love You?, Paradigm Shift, Shiva Shambu, Show Us The Way Home, Love Train, Sunrise и Eternal Waves.